# Grande Prêmio da Austrália de 1998
Resultados do Grande Prêmio da Austrália de Fórmula 1 (formalmente LXIII Qantas Australian Grand Prix) realizado em Melbourne em 8 de março de 1998. Primeira etapa da temporada, teve como vencedor o finlandês Mika Häkkinen, que subiu ao pódio junto a David Coulthard numa dobradinha da McLaren-Mercedes, com Heinz-Harald Frentzen em terceiro pela Williams-Mecachrome.

## Resumo
- Este GP marcou as estreias de Toranosuke Takagi e Esteban Tuero na Fórmula 1.
- Primeira corrida da Williams com os motores Mecachrome.
- Primeira vitória de um carro equipado com pneus Bridgestone.
- Primeira corrida da equipe Jordan com os motores Mugen/Honda.
- Estreias de Jean Alesi na Sauber, Shinji Nakano na Minardi, Giancarlo Fisichella na Benetton, Damon Hill na Jordan, Mika Salo na Arrows e Ricardo Rosset na Tyrrell.
- Com o sexto lugar, Johnny Herbert fez seu último ponto como piloto da Sauber.
- Último pódio de Heinz-Harald Frentzen pela Williams.

## Jogo de equipe
Na volta 36 do GP, Häkkinen, surpreendentemente, entra nos boxes logo após um erro na comunicação, fazendo com que Coulthard o ultrapassasse. Ele não faz o pit-stop, mas perde a liderança para o escocês, que mantém-se na primeira posição até a volta 56, quando o finlandês supera o companheiro de equipe na reta dos boxes. Segundo Coulthard, um acordo entre os dois definia que, quem fizesse a curva 1 na liderança, venceria a prova, embora muitos tratavam como uma decisão do chefe de equipe, Ron Dennis. Em 2007, Dennis admitiu que um integrante da McLaren havia mexido no rádio:

## Classificação da prova

### Treino oficial
| Pos.                      | Nº | Piloto                | Construtor          | Tempo    | Diferença |
| ------------------------- | -- | --------------------- | ------------------- | -------- | --------- |
| 1                         | 8  | Mika Häkkinen         | McLaren-Mercedes    | 1:30.010 |           |
| 2                         | 7  | David Coulthard       | McLaren-Mercedes    | 1:30.053 | + 0.043   |
| 3                         | 3  | Michael Schumacher    | Ferrari             | 1:30.767 | + 0.757   |
| 4                         | 1  | Jacques Villeneuve    | Williams-Mecachrome | 1:30.919 | + 0.909   |
| 5                         | 15 | Johnny Herbert        | Sauber-Petronas     | 1:31.384 | + 1.374   |
| 6                         | 2  | Heinz-Harald Frentzen | Williams-Mecachrome | 1:31.397 | + 1.387   |
| 7                         | 5  | Giancarlo Fisichella  | Benetton-Playlife   | 1:31.733 | + 1.723   |
| 8                         | 4  | Eddie Irvine          | Ferrari             | 1:31.767 | + 1.757   |
| 9                         | 10 | Ralf Schumacher       | Jordan-Mugen/Honda  | 1:32.392 | + 2.382   |
| 10                        | 9  | Damon Hill            | Jordan-Mugen/Honda  | 1:32.399 | + 2.389   |
| 11                        | 6  | Alexander Wurz        | Benetton-Playlife   | 1:32.726 | +2.716    |
| 12                        | 14 | Jean Alesi            | Sauber-Petronas     | 1:33.240 | + 3.230   |
| 13                        | 21 | Toranosuke Takagi     | Tyrrell-Ford        | 1:33.291 | + 3.281   |
| 14                        | 18 | Rubens Barrichello    | Stewart-Ford        | 1:33.383 | + 3.373   |
| 15                        | 12 | Jarno Trulli          | Prost-Peugeot       | 1:33.739 | + 3.729   |
| 16                        | 17 | Mika Salo             | Arrows              | 1:33.927 | + 3.917   |
| 17                        | 23 | Esteban Tuero         | Minardi-Ford        | 1:34.646 | + 4.636   |
| 18                        | 19 | Jan Magnussen         | Stewart-Ford        | 1:34.906 | + 4.896   |
| 19                        | 20 | Ricardo Rosset        | Tyrrell-Ford        | 1:35.119 | + 5.109   |
| 20                        | 16 | Pedro Paulo Diniz     | Arrows              | 1:35.140 | + 5.130   |
| 21                        | 11 | Olivier Panis         | Prost-Peugeot       | 1:35.215 | + 5.205   |
| 22                        | 22 | Shinji Nakano         | Minardi-Ford        | 1:35.301 | + 5.291   |
| Limite dos 107%: 1:36.311 |    |                       |                     |          |           |
| Fonte:                    |    |                       |                     |          |           |

### Corrida
| Pos    | Nº | Piloto                | Equipe              | Voltas | Tempo/Diferença | Grid | Pontos |
| ------ | -- | --------------------- | ------------------- | ------ | --------------- | ---- | ------ |
| 1      | 8  | Mika Häkkinen         | McLaren-Mercedes    | 58     | 1:31:45.996     | 1    | 10     |
| 2      | 7  | David Coulthard       | McLaren-Mercedes    | 58     | + 0.702         | 2    | 6      |
| 3      | 2  | Heinz-Harald Frentzen | Williams-Mecachrome | 57     | + 1 volta       | 6    | 4      |
| 4      | 4  | Eddie Irvine          | Ferrari             | 57     | + 1 volta       | 8    | 3      |
| 5      | 1  | Jacques Villeneuve    | Williams-Mecachrome | 57     | + 1 volta       | 4    | 2      |
| 6      | 15 | Johnny Herbert        | Sauber              | 57     | + 1 volta       | 5    | 1      |
| 7      | 6  | Alexander Wurz        | Benetton-Playlife   | 57     | + 1 volta       | 11   |        |
| 8      | 9  | Damon Hill            | Jordan-Mugen/Honda  | 57     | + 1 volta       | 10   |        |
| 9      | 11 | Olivier Panis         | Prost-Peugeot       | 57     | + 1 volta       | 21   |        |
| Ret    | 5  | Giancarlo Fisichella  | Benetton-Playlife   | 43     | Asa quebrada    | 7    |        |
| Ret    | 14 | Jean Alesi            | Sauber              | 41     | Motor           | 12   |        |
| Ret    | 12 | Jarno Trulli          | Prost-Peugeot       | 26     | Câmbio          | 15   |        |
| Ret    | 20 | Ricardo Rosset        | Tyrrell-Ford        | 25     | Câmbio          | 19   |        |
| Ret    | 17 | Mika Salo             | Arrows              | 23     | Câmbio          | 16   |        |
| Ret    | 23 | Esteban Tuero         | Minardi-Ford        | 22     | Motor           | 17   |        |
| Ret    | 22 | Shinji Nakano         | Minardi-Ford        | 8      | Semieixo        | 22   |        |
| Ret    | 3  | Michael Schumacher    | Ferrari             | 5      | Motor           | 3    |        |
| Ret    | 16 | Pedro Paulo Diniz     | Arrows              | 2      | Câmbio          | 20   |        |
| Ret    | 10 | Ralf Schumacher       | Jordan-Mugen/Honda  | 1      | Colisão         | 9    |        |
| Ret    | 19 | Jan Magnussen         | Stewart-Ford        | 1      | Colisão         | 18   |        |
| Ret    | 21 | Toranosuke Takagi     | Tyrrell-Ford        | 1      | Spun off        | 13   |        |
| Ret    | 18 | Rubens Barrichello    | Stewart-Ford        | 0      | Câmbio          | 14   |        |
| Fonte: |    |                       |                     |        |                 |      |        |

## Tabela do campeonato após a corrida
| Pos. | Piloto                | Pontos |
| ---- | --------------------- | ------ |
| 1    | Mika Häkkinen         | 10     |
| 2    | David Coulthard       | 6      |
| 3    | Heinz-Harald Frentzen | 4      |
| 4    | Eddie Irvine          | 3      |
| 5    | Jacques Villeneuve    | 2      |

| Pos. | Construtor          | Pontos |
| ---- | ------------------- | ------ |
| 1    | McLaren-Mercedes    | 16     |
| 2    | Williams-Mecachrome | 6      |
| 3    | Ferrari             | 3      |
| 4    | Sauber-Petronas     | 1      |

- Nota: Somente as primeiras cinco posições estão listadas.